# Herèon de Peracora
L'herèon de Peracora (en grec antic: Ηραίο Περαχώρας) era un santuari dedicat a la dea Hera situat en un petit cap de l'extrem de la península de Peracora, al golf de Corint. Es coneix com a santuari d'Hera Acrea (en grec ἀκραῖα, 'que és en un extrem') perquè es troba en un cap.

## Història del santuari
El santuari devia estar sota el control de Corint, ja que està orientat cap als ports d'aquesta ciutat. Es va mantenir ininterrompudament el culte entre el segle ix aC i l'any 146 aC, quan el general romà Mummi va saquejar Corint durant la guerra contra la Lliga Aquea. Quan Pausànies va visitar la zona no esmenta aquest santuari. En el període romà se'n construïren habitatges al llogaret, la qual cosa indica que ja no era un emplaçament sagrat. El jaciment arqueològic és important per a l'estudi dels orígens del temple grec i els cultes rurals.

## Història de les excavacions
Algunes restes antigues sobre una petita badia a l'extrem de la península les examinà ja al 1844 l'arqueòleg francès Philippe Le Bas.
Més tard, entre 1930 i 1933, l'Escola Britànica d'Atenes va posar al descobert les restes més importants del santuari, publicades per Humfry Payne i Thomas Dunbabin.

## Restes arqueològiques

Mapa del jaciment arqueològic.
1. Atri occidental
2. Casa romana
3. Estructura absidal
4. Temple d'Hera Acrea
5.
Altar
6. Estoa en forma de
L 7. Cisterna
8. Cambres per a banquets
9. Canals d'aigua
10. Estany sagrat
11. Recinte amb llar (possible temple d'Hera Limenia)
12. Murs
13. Embarcador modern
14. Capella moderna
15. Camí modern

A la zona de la petita badia s'han identificat restes incertes d'un primer temple, tal vegada amb absis (en el dipòsit votiu s'han trobat alguns models de terracota que presenten edificis absidals) del període geomètric, probablement destruït quan Corint va ocupar la regió, que anteriorment depenia de Mègara.
El santuari d'Hera Acrea va tenir el seu apogeu cap a finals del segle vi aC. D'aquesta època són les restes d'un nou temple (10 x 31 m) i d'un gran altar amb tríglifs.
A més del temple d'Hera, inusualment antic i de forma peculiar, s'hi van trobar restes d'altres estructures: una estoa en forma de L amb columnes dòriques a la planta baixa i jòniques a la superior
(de finals del segle iv aC), una cisterna i llocs de banquet.
Les nombroses troballes votives, sobretot d'època arcaica, inclouen petites escultures de bronze, estatuetes de terracota, ivori, vasos amb dibuixos de les diverses parts de Grècia, Corint inclòs.
A més, les restes d'un altre recinte rectangular del segle vii aC, amb una llar per al foc sagrat van aparèixer en un turó proper, però possiblement es tractara d'un edifici destinat a cerimònies religioses o per a guardar ofrenes. La inscripció sobre un vas votiu sembla provar que aquest lloc estava dedicat a Hera Limenia (llimin, 'port').
D'una antiga llacuna procedeixen uns 200 plats de bronze i molta ceràmica. Dunbabin suposa que allí tenia la seu un antic oracle d'Hera, ja esmentat per Estrabó.